# صحراء بيوضة

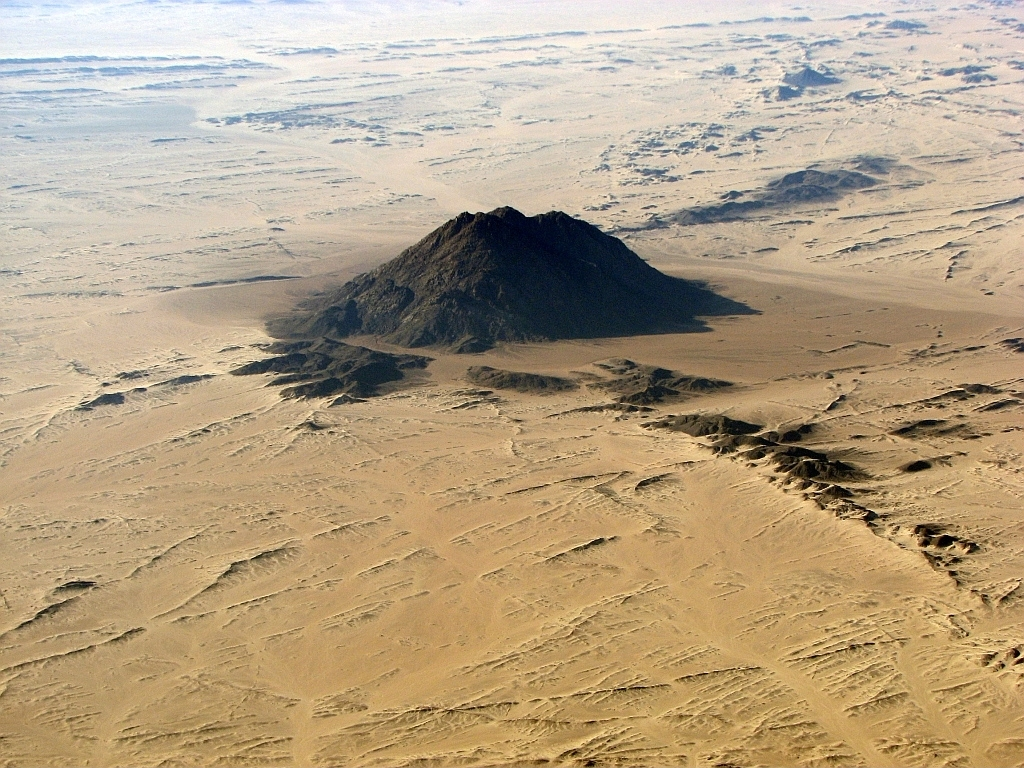
جبل صخري في صحراء البيوضة

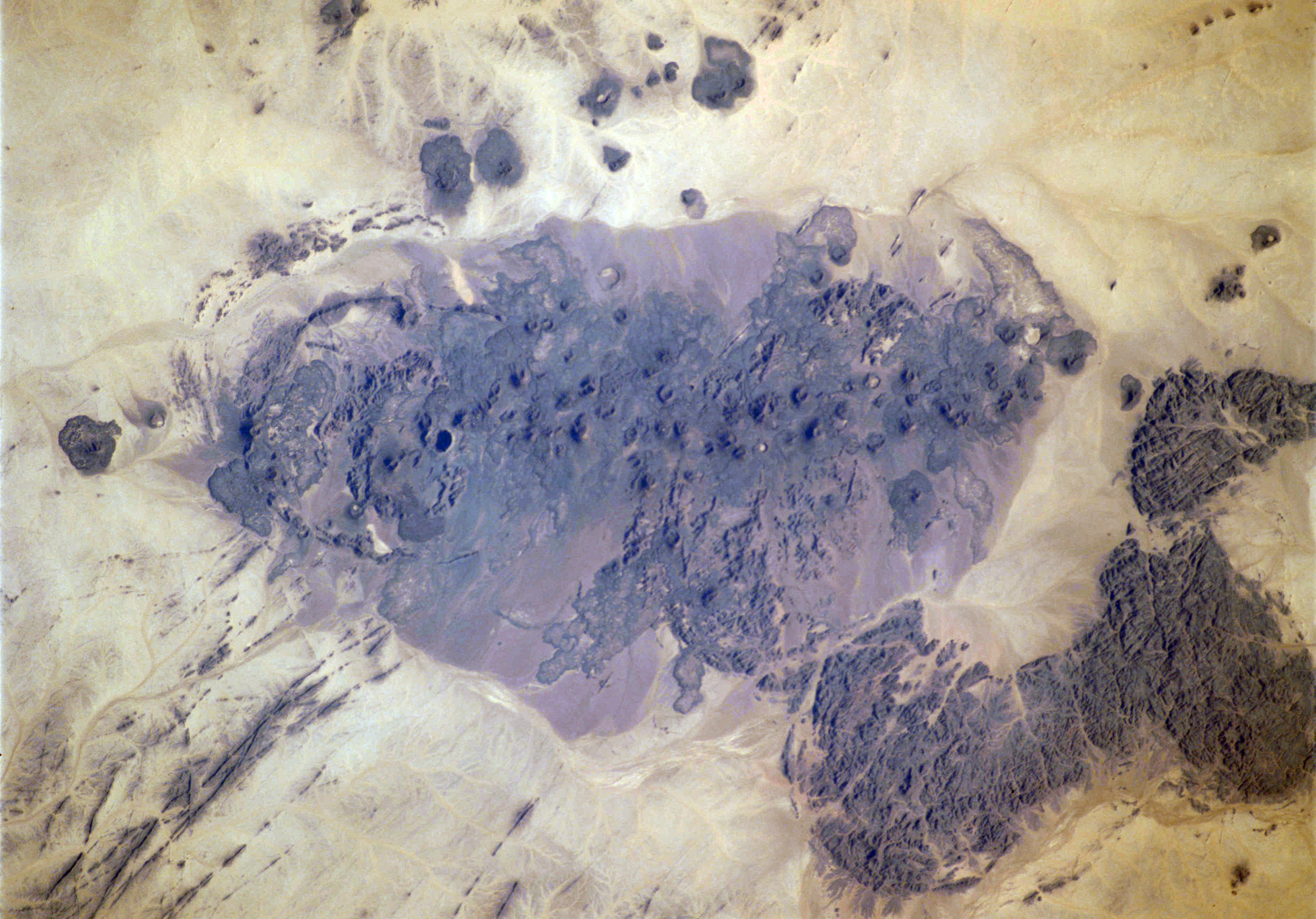
تشكيلات البيوضة البركانية.

صحراء بيوضة تقع شمال مدينة الخرطوم عاصمة السودان ، وإلى الغرب من بلدة كدباس السودانية، وإلى الجنوب من صحراء النوبة ، مما يجعلهما (صحراء النوبة، وصحراء بيوضة) معا جزء من مسمى صحراء الجناح الشرقي.

## معرض الصور

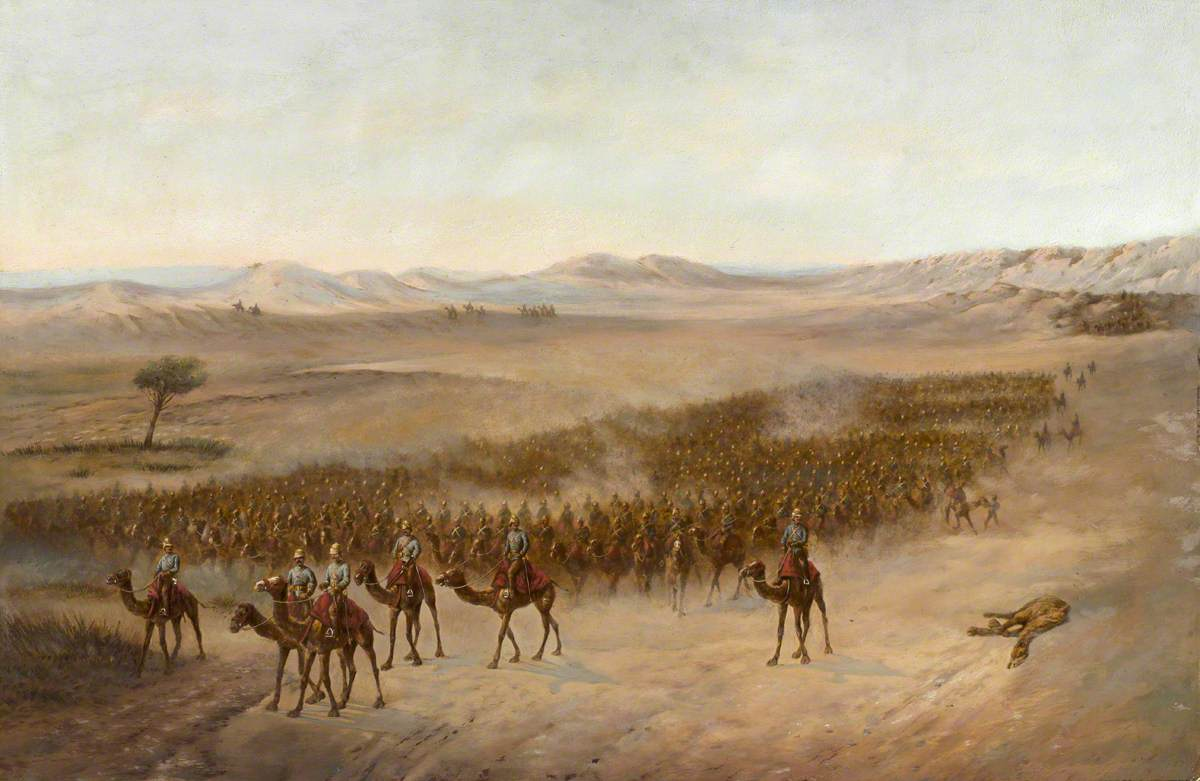
فنان مجهول - لوحة اللواء السير هربرت ستيوارت وهو يعبر صحراء بايودا، ١٨٨٥ - متحف الجيش الوطني. ١٩٧٨-٠٨-٩٧.
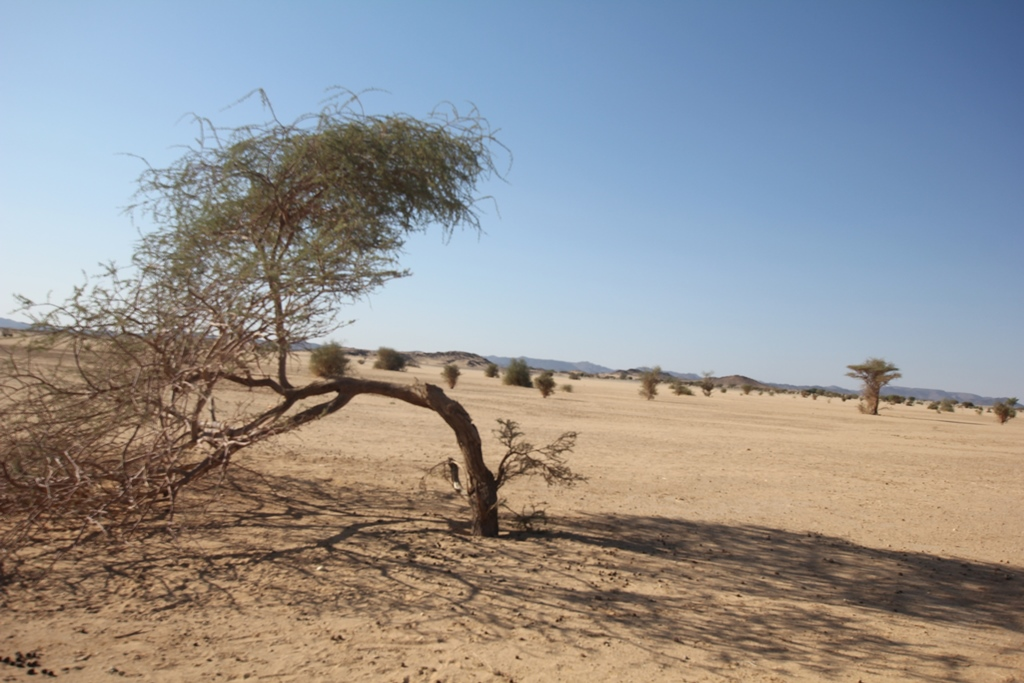
صحراء بيوضة
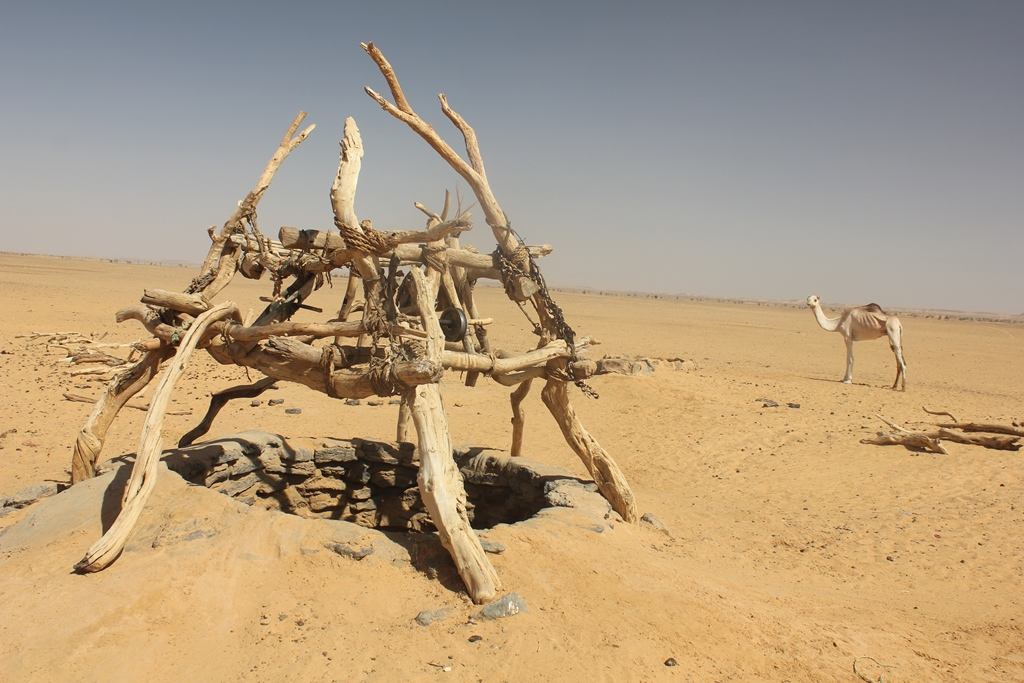
بئبئر صحراء بيوضة

## الراجع
1. ↑  Global Volcanism Program | Bayuda Volcanic Field نسخة محفوظة 26 مارس 2013 على موقع واي باك مشين.